# Lijst van nummer 1-hits in Australië in 2010
Deze hits stonden in 2010 op nummer 1 in de ARIA Charts, de bekendste hitlijst in Australië.
| Datum        | Artiest                       | Titel                    |
| ------------ | ----------------------------- | ------------------------ |
| 3 januari    | Ke$ha                         | Tik tok                  |
| 10 januari   | Owl City                      | Fireflies                |
| 17 januari   | Owl City                      | Fireflies                |
| 24 januari   | Owl City                      | Fireflies                |
| 31 januari   | Owl City                      | Fireflies                |
| 7 februari   | Owl City                      | Fireflies                |
| 14 februari  | Iyaz                          | Replay                   |
| 21 februari  | Iyaz                          | Replay                   |
| 28 februari  | Jason Derülo                  | In my head               |
| 7 maart      | Jason Derulo                  | In my head               |
| 14 maart     | Rihanna                       | Rude boy                 |
| 21 maart     | Rihanna                       | Rude boy                 |
| 28 maart     | Train                         | Hey, soul sister         |
| 4 april      | Train                         | Hey, soul sister         |
| 11 april     | Train                         | Hey, soul sister         |
| 18 april     | Train                         | Hey, soul sister         |
| 25 april     | Brian McFadden & Kevin Rudolf | Just say so              |
| 2 mei        | Brian McFadden & Kevin Rudolf | Just say so              |
| 9 mei        | Brian McFadden & Kevin Rudolf | Just say so              |
| 16 mei       | Usher & Will.I.Am             | OMG                      |
| 23 mei       | Usher & Will.I.Am             | OMG                      |
| 30 mei       | Usher & Will.I.Am             | OMG                      |
| 6 juni       | Usher & Will.I.Am             | OMG                      |
| 13 juni      | Usher & Will.I.Am             | OMG                      |
| 20 juni      | Usher & Will.I.Am             | OMG                      |
| 27 juni      | Katy Perry & Snoop Dogg       | California gurls         |
| 4 juli       | Katy Perry & Snoop Dogg       | California gurls         |
| 11 juli      | Katy Perry & Snoop Dogg       | California gurls         |
| 18 juli      | Katy Perry & Snoop Dogg       | California gurls         |
| 25 juli      | Eminem & Rihanna              | Love the way you lie     |
| 1 augustus   | Eminem & Rihanna              | Love the way you lie     |
| 8 augustus   | Eminem & Rihanna              | Love the way you lie     |
| 15 augustus  | Eminem & Rihanna              | Love the way you lie     |
| 22 augustus  | Eminem & Rihanna              | Love the way you lie     |
| 29 augustus  | Eminem & Rihanna              | Love the way you lie     |
| 5 september  | Taio Cruz                     | Dynamite                 |
| 12 september | Taio Cruz                     | Dynamite                 |
| 19 september | Taio Cruz                     | Dynamite                 |
| 26 september | Taio Cruz                     | Dynamite                 |
| 3 oktober    | Rihanna                       | Only girl (In the world) |
| 10 oktober   | Rihanna                       | Only girl (In the world) |
| 17 oktober   | Rihanna                       | Only girl (In the world) |
| 24 oktober   | P!nk                          | Raise Your Glass         |
| 31 oktober   | Bruno Mars                    | Just the way you are     |
| 7 november   | Rihanna                       | Only girl (In the world) |
| 14 november  | Ke$ha                         | We R who we R            |
| 21 november  | Ke$ha                         | We R who we R            |
| 28 november  | The Black Eyed Peas           | The time (Dirty bit)     |
| 5 december   | Ke$ha                         | We R who we R            |
| 12 december  | The Black Eyed Peas           | The time (Dirty bit)     |
| 19 december  | Bruno Mars                    | Grenade                  |
| 26 december  | Bruno Mars                    | Grenade                  |